# Grassmarket

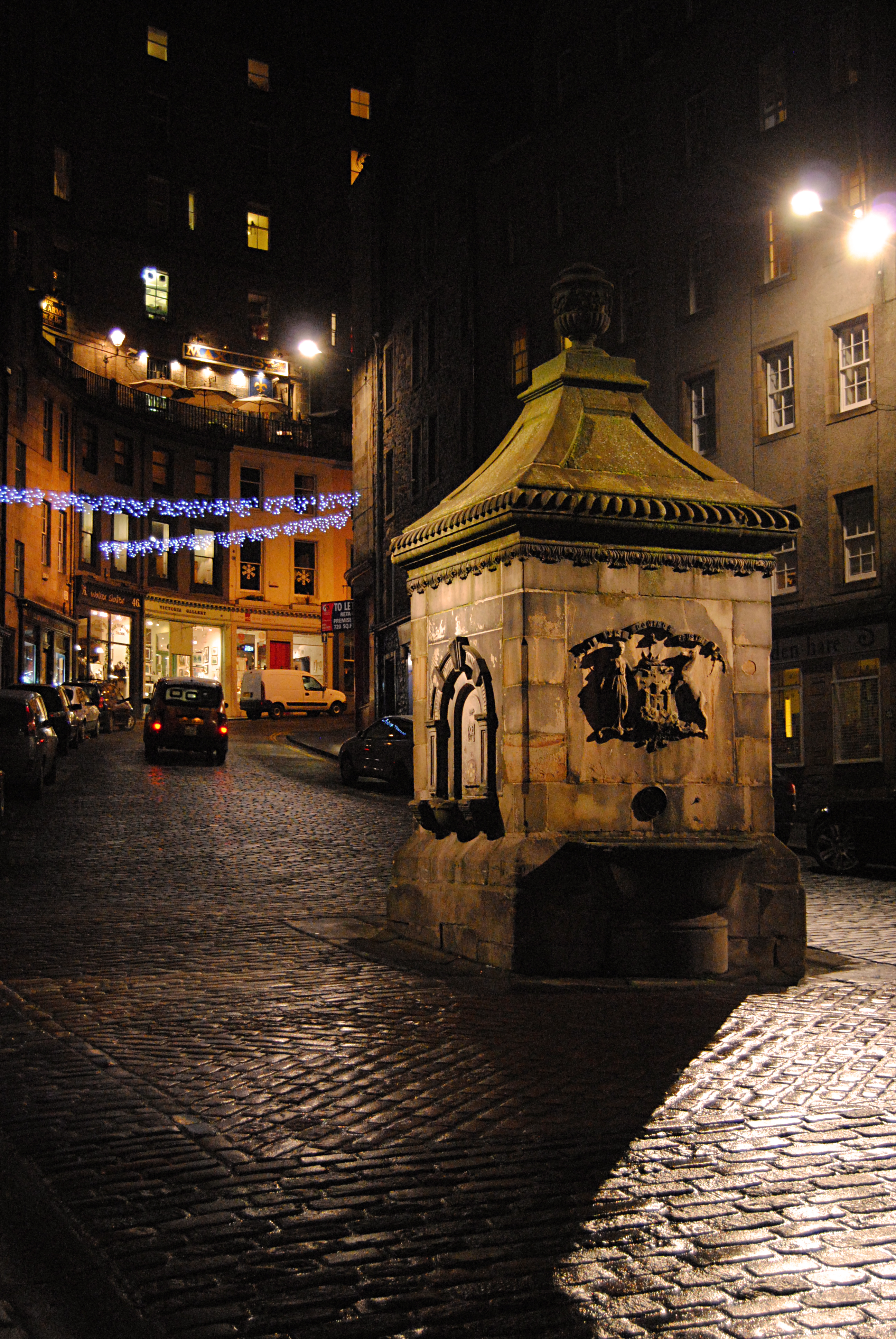
Grassmarket, Edinburgh vid juletid.

The Grassmarket är en öppen plats i den äldre delen (the Old Town) i Edinburgh i Skottland. Torget ligger i en sänka under omkringliggande marknivå. The Grassmarket användes som marknadsplats för hästar och boskap från 1477 till 1911. Detta var också en plats som användes för offentliga avrättningar. Detta har hört till de fattigaste områdena i Edinburgh något som speglades av att här fanns många ungkarlshotell bland annat ett som drevs av Frälsningsarmén fram till och med 1980-talet.